# Eminência parda

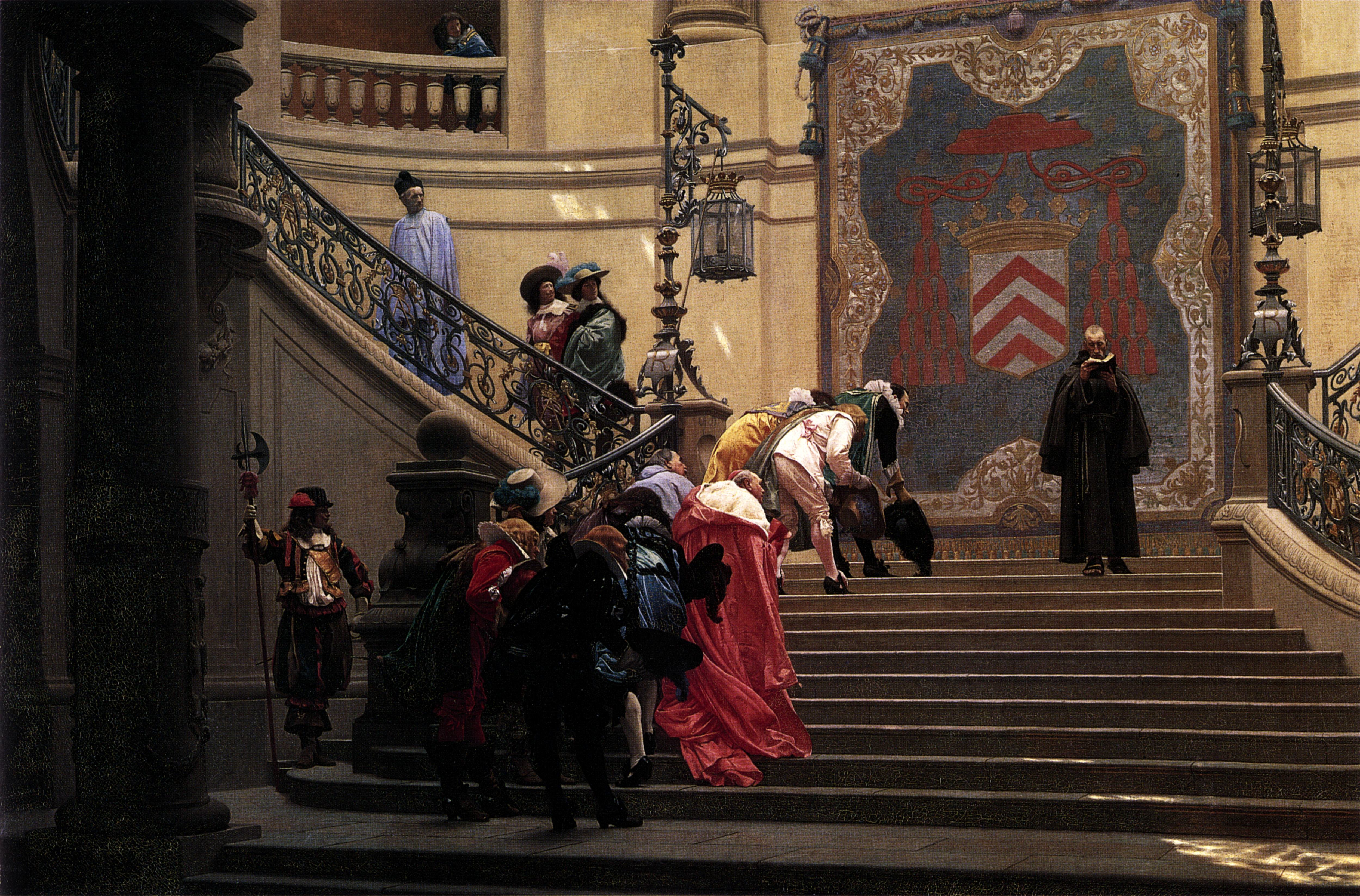
Pintura a óleo de François Leclerc du Tremblay por Jean-Léon Gérôme

Uma éminence grise (francês para "eminência parda") é um poderoso assessor ou conselheiro que atua "nos bastidores" ou na qualidade não pública ou não oficial.
Esta frase referia-se originalmente a François Leclerc du Tremblay, o "braço direito" do cardeal Richelieu. Leclerc era um frade capuchinho que ficou famoso por seus trajes bege (a cor bege foi denominada "parda" na época). O título de "Sua Eminência" é usado para tratar ou referenciar um cardeal da Igreja Católica Romana. Embora Leclerc nunca alcançasse o posto de cardeal, aqueles ao seu redor se dirigiam a ele como tal, em deferência à influência considerável deste frade "pardo" sobre Sua Eminência, o Cardeal.
Em política, eminência parda é o nome que se dá quando determinado sujeito não é o governante supremo de tal reino ou país, mas é o verdadeiro poderoso, agindo muitas vezes por trás do soberano legítimo (também conhecido como o poder por trás do trono), o qual é uma marionete dele, e pode muito bem ser deposto pela eminência parda caso este não o agrade. A eminência parda ainda pode utilizar qualquer tipo de influência para exercer o seu poder, seja ela militar, econômica, religiosa e/ou política.